# Chicory: A Colorful Tale
Chicory: A Colorful Tale é um jogo eletrônico de aventura desenvolvido pelo produtor independente Greg Lobanov e publicado pela Finji. Foi lançado em junho de 2021 para Microsoft Windows, macOS, PlayStation 4 e PlayStation 5, e em dezembro de 2021 para Nintendo Switch. O título segue um cão antropomórfico com um pincel mágico, que é usado para colorir o mundo do jogo.

## Jogabilidade
Chicory: A Colorful Tale é um jogo eletrônico de RPG de aventura onde os personagens são pequenos animais antropomórficos. O jogo segue um cão antropomórfico com o nome da comida favorita do jogador, ou o nome padrão "Pizza" se o jogador não escolher uma comida favorita. O mundo explorável é preto e branco, mas pode ser pintado usando o Brush, um pincel grande. O pincel também pode ser usado para resolver quebra-cabeças ambientais.

## Desenvolvimento
Originalmente sob o título Drawdog, Chicory foi revelado através de uma campanha no Kickstarter em 15 de agosto de 2019. O projeto foi iniciado pelo desenvolvedor independente Greg Lobanov, que trabalhou anteriormente em Wandersong e foi financiado em um dia. Chicory foi apresentado na PAX West 2019 e foi recebido com uma recepção positiva da RPGamer.
Em uma entrevista, a compositora do jogo, Lena Raine, escreveu que queria criar um contraste entre a música do mundo natural e a escuridão. Raine disse que vários instrumentos foram usados para criar o timbre, "É quase como uma distorção do natural, então você vai notar que eu uso muitos sintetizadores e também instrumentos acústicos passando por pedais de guitarra e amplificadores e todo tipo de distorção literal para criar um som que é uma versão amplificada e caótica da realidade."
A data de lançamento de Chicory foi anunciada em maio de 2021. O jogo foi lançado em 10 de junho de 2021 para Mac OS, Microsoft Windows, PlayStation 4 e PlayStation 5. Em 15 de dezembro de 2021, o jogo foi lançado para Nintendo Switch.

## Recepção
De acordo com o agregador de resenhas Metacritic, a versão para Microsoft Windows e Nintendo Switch de Chicory: A Colorful Tale recebeu "aclamação universal", enquanto que a versão para PlayStation 5 recebeu avaliações "geralmente favoráveis".
Em uma avaliação positiva para a Destructoid, Zoey Handley mencionou os temas da história: "Se você é do tipo criativo, se você já lidou com a dúvida, a crítica bem-intencionada, a frustração do trabalho duro que não leva a lugar nenhum, a falta de direção em um mundo que explora a imaginação, o fato de que 'o melhor' não existe realmente e o 'bom o suficiente' é um alvo em constante movimento, então há potencial de que Chicory: A Colorful Tale vá impactar forte." Handley também elogiou o ritmo do jogo, escrevendo: "Os quebra-cabeças são simples, não há combate fora das batalhas de chefes bem feitas, mas mantém um ritmo rápido e uma excelente variedade de situações. Frequentemente inverte o roteiro e apresenta algo novo." A Destructoid mais tarde nomeou Chicory o melhor jogo de PC de 2021 e o melhor jogo de 2021 no geral. A Polygon nomeou-o como o segundo melhor jogo de 2021, depois de Inscryption, com o revisor Maddy Myers afirmando que "é raro jogar um jogo em que o verbo central, pintar, também é o ponto crucial emocional em torno do qual seus temas e mundo giram".
Rebekah Valentine, da IGN, gostou da mecânica de pintura do jogo e achou que adicionava mais profundidade aos quebra-cabeças relativamente simples: "Por mais agradável que o mundo seja para ser descoberto, a ferramenta de pintura de Chicory é mais o núcleo de sua jogabilidade do que sua exploração. O mundo reage à sua pintura, com quebra-cabeças exigindo que você pinte cuidadosamente para superar obstáculos, completar missões secundárias e acessar áreas ocultas." Valentine também gostou do elenco de personagens de Chicory: "Há também personagens coadjuvantes com comentários breves, afiados às vezes, mas sempre gentis sobre tópicos como luto, vício em trabalho e as lutas de acerto de contas com a sexualidade e a identidade. É sempre sensível e empático, mas não adoça ou apresenta uma solução brega que magicamente apaga o problema".
Alessandro Barbosa, da GameSpot, gostou do jogo, dizendo que os "quebra-cabeças satisfatórios e mecânicas de pintura catártica suportam a história surpreendentemente relacionável de Chicory: A Colorful Tale sobre a dúvida".